# Хотынецкая волость
Хотыне́цкая волость — административно-территориальная единица в составе Карачевского уезда Орловской (с 1920 – Брянской) губернии.
Административный центр — село (ныне пгт) Хотынец.

## История
Волость образована в ходе реформы 1861 года; первоначально она называлась "Хотынская".
В 1880-х годах к волости была присоединена территория упразднённой Ивановской волости.
19 мая 1924 года Хотынецкая волость была укрупнена путём присоединения соседней Алехинской волости, которая объединяла прежние Старосельскую и Хотимльскую волости.
В 1929 году, с введением районного деления, волость была упразднена, а на её территориальной основе был сформирован Хотынецкий район Брянского округа Западной области (ныне – в составе Орловской области).

## Административное деление
По состоянию на 1 января 1928 года, Хотынецкая волость включала в себя следующие сельсоветы: Аболмасовский, Алексеевский, Алехинский, Богородицкий, Большенарышкинский, Жудерский, Ивановский, Коневский, Косцовский, Мертвянский, Мощеновский, Новокульневский, Обеленский, Образцовский, Палькеевичский, Радовищенский, Скворцовский, Суханский, Теребиловский, Хотимль-Кузьминский, Хотынецкий.